# گریلنبرگ (زانگرهاوزن)
گریلنبرگ (به آلمانی: Grillenberg) یک منطقهٔ مسکونی در آلمان است که در زانگرهاوزن واقع شده‌است. گریلنبرگ ۹ کیلومتر مربع مساحت دارد ۲۴۴ متر بالاتر از سطح دریا واقع شده‌است.